# Lista de canções gravadas por Priscilla
A seguir é apresentada a lista das canções gravadas por Priscilla, uma cantora, compositora e apresentadora brasileira que gravou canções para seis álbum de estúdio, um ao vivo, três EP e 44 singles.

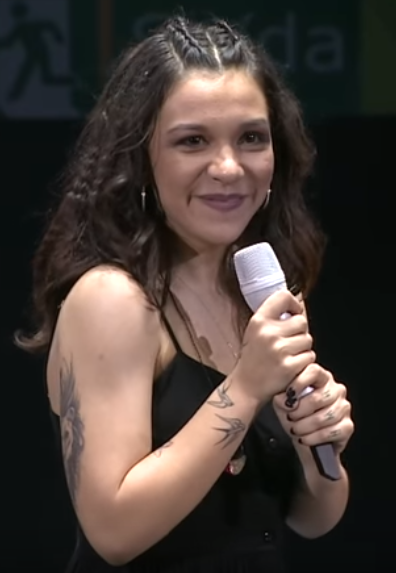
Priscilla em 2018

## Canções

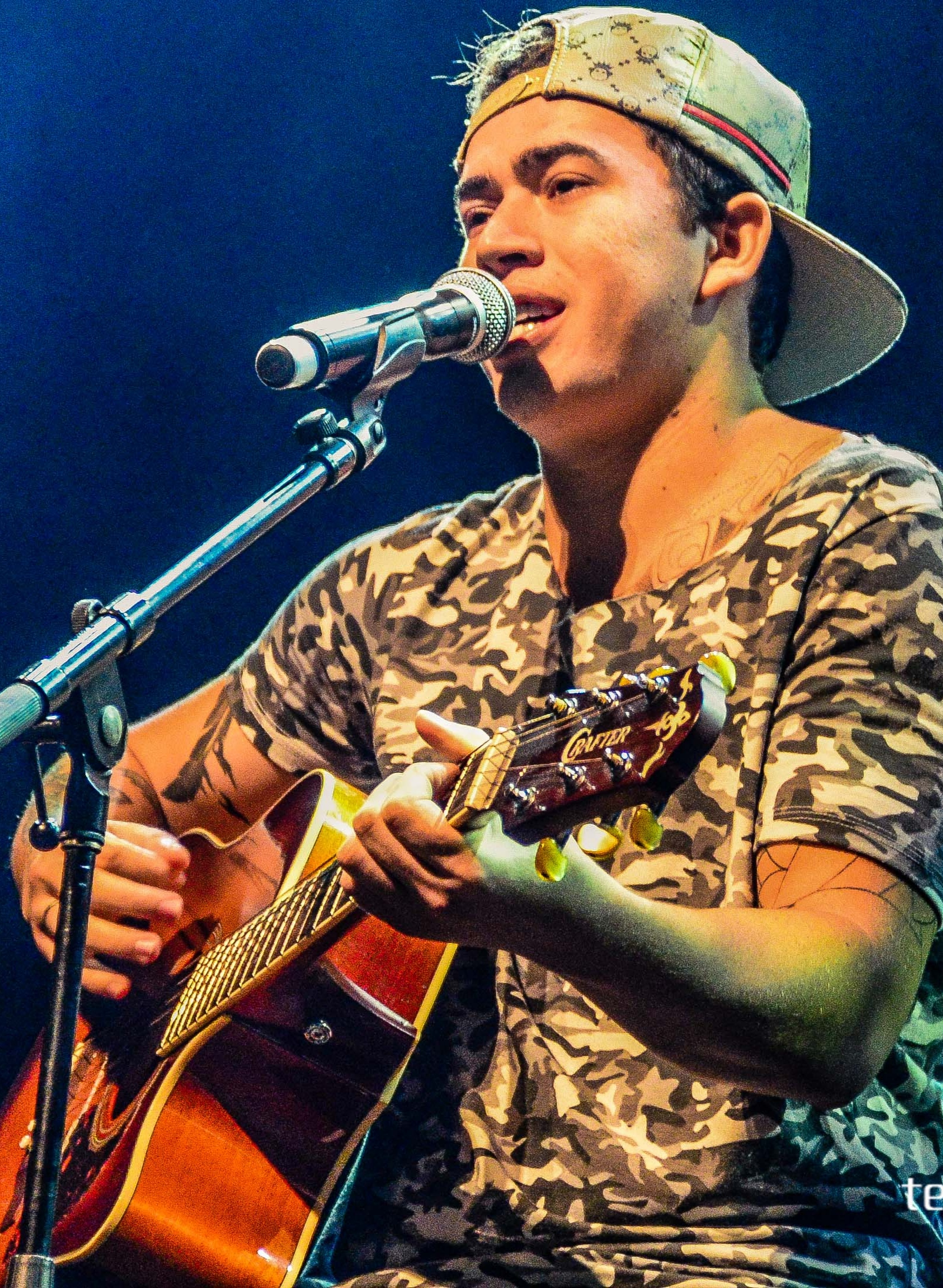
Priscilla e Whindersson Nunes (foto) colaboraram em "Girassol".

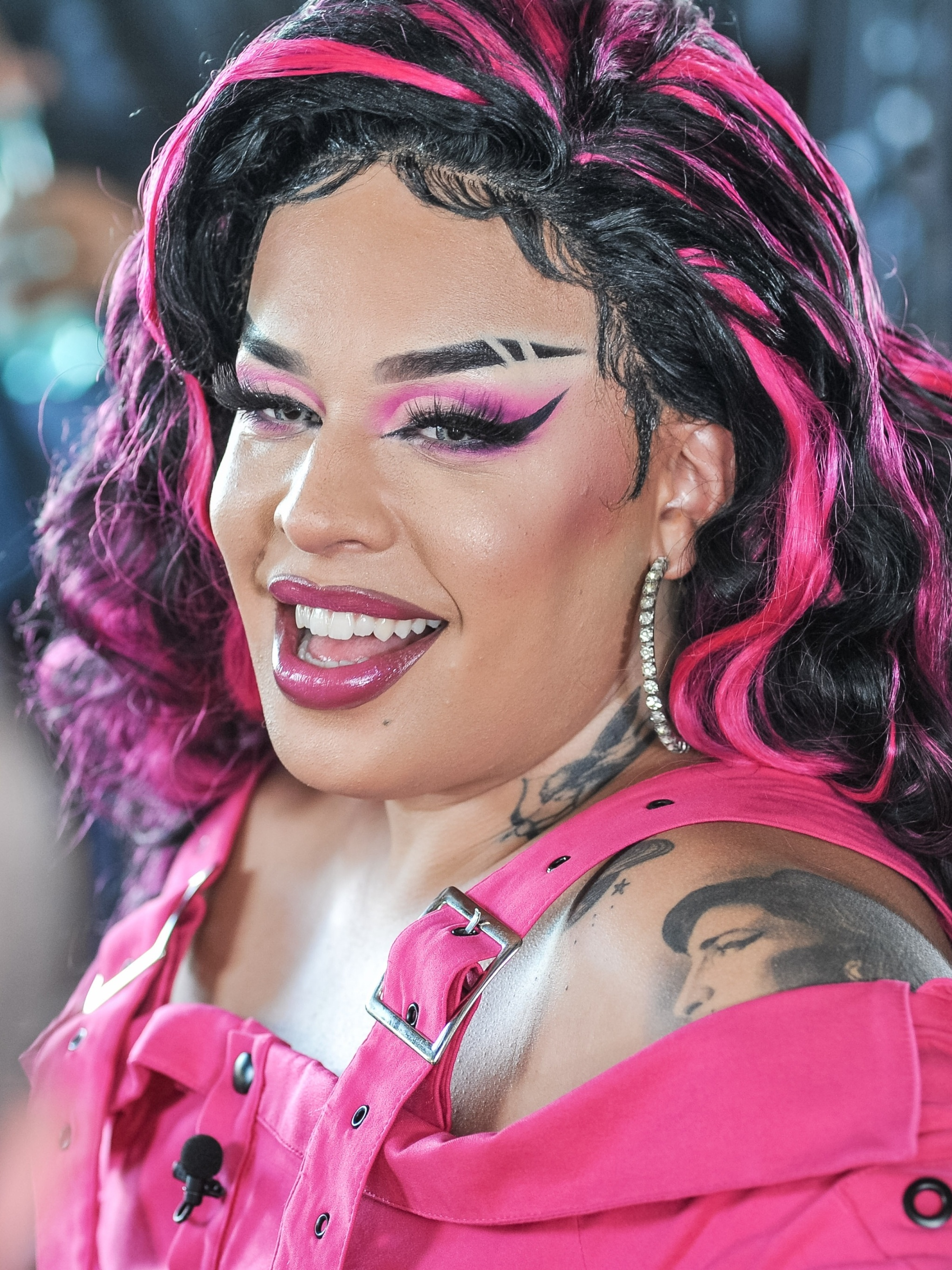
Priscilla e Gloria Groove (foto) colaboraram em "Sobrevivi".

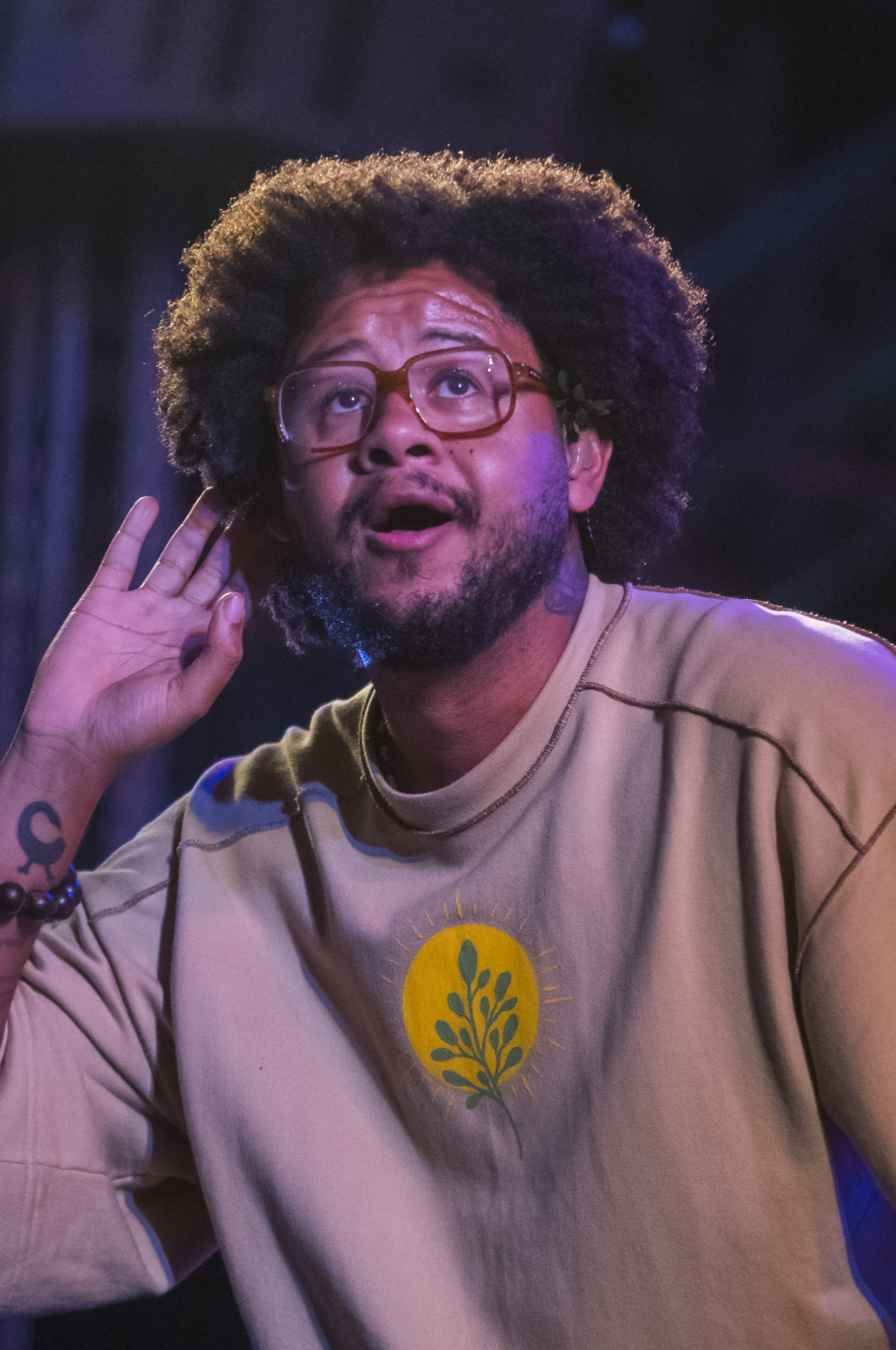
Priscilla e Emicida (foto) colaboraram em "Você Aprendeu a Amar?".

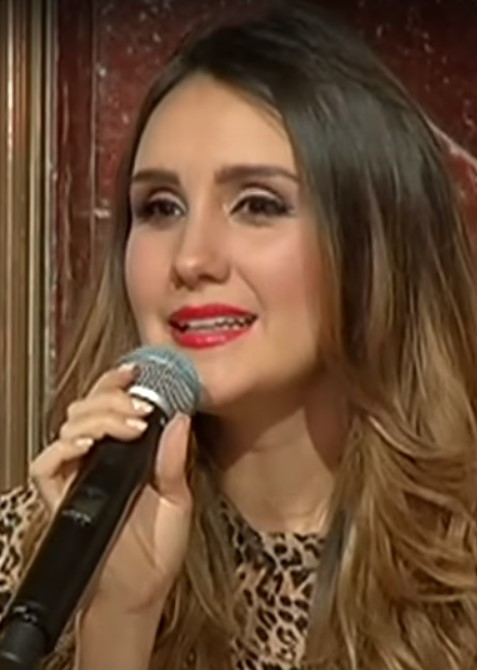
Priscilla e Dulce María (foto) colaboraram em "Te Daria Todo (Remix)".

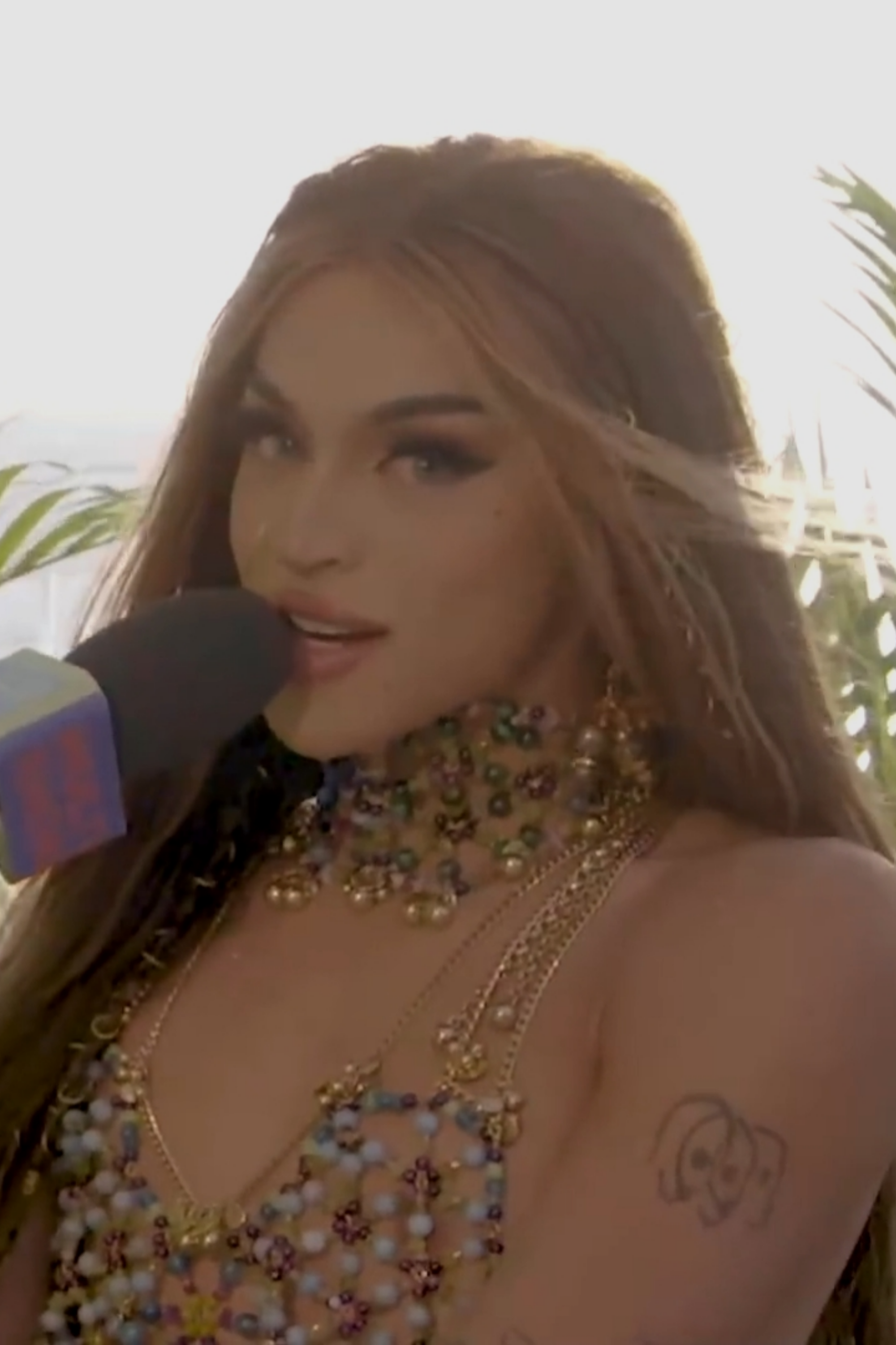
Priscilla e Pabllo Vittar (foto) colaboraram em "10/10".

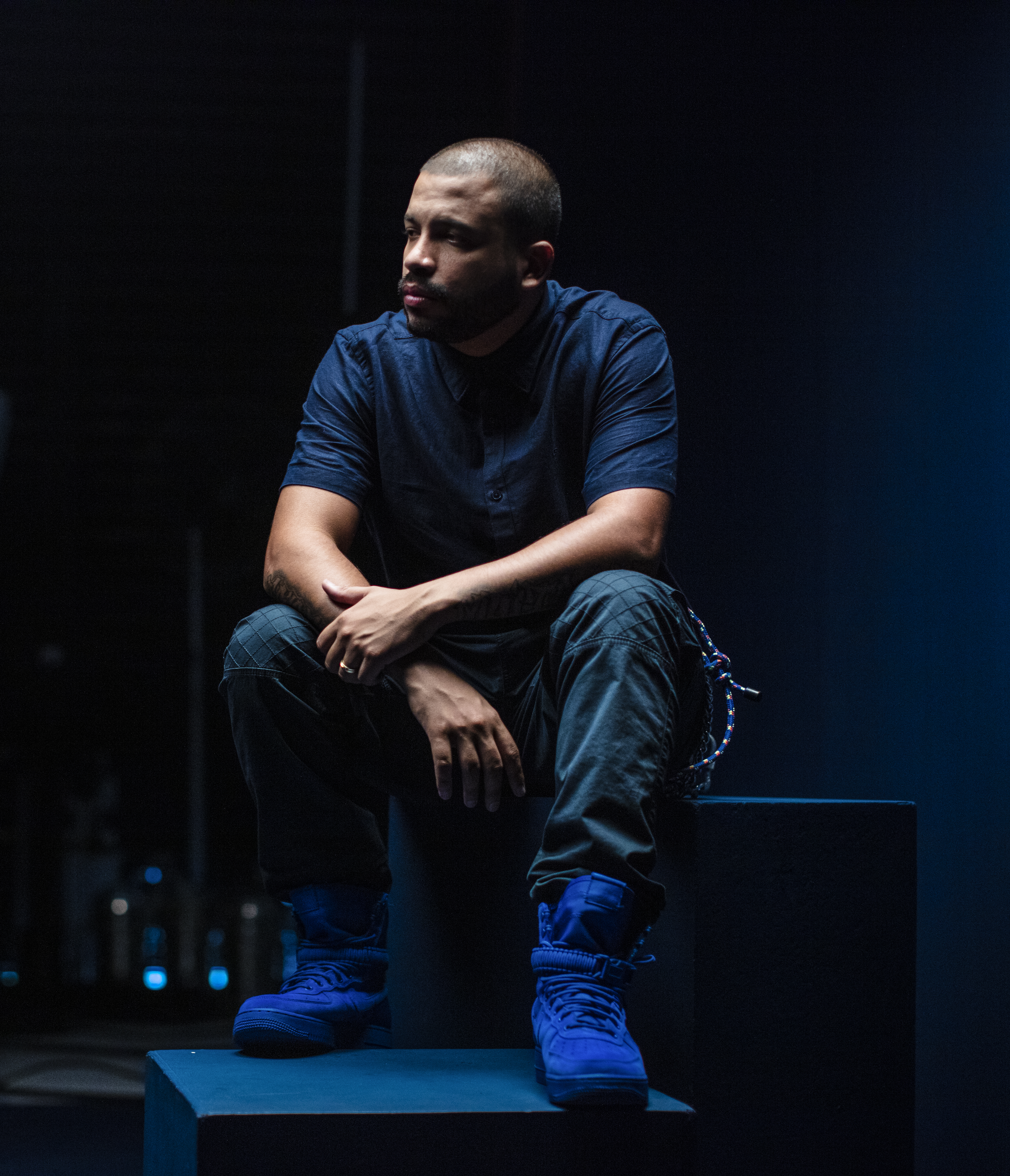
Priscilla e Projota (foto) colaboraram em "O Meu Sim é Todo Seu".

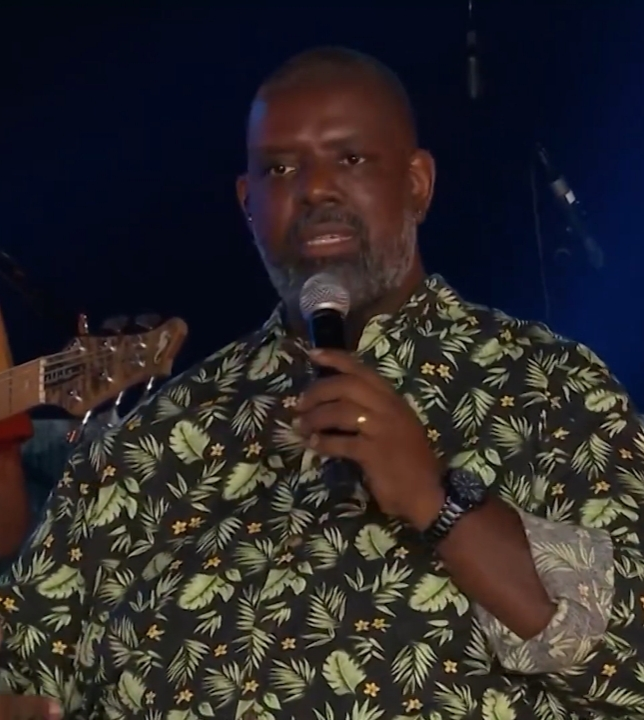
Priscilla e Péricles (foto) colaboraram em "Bossa".

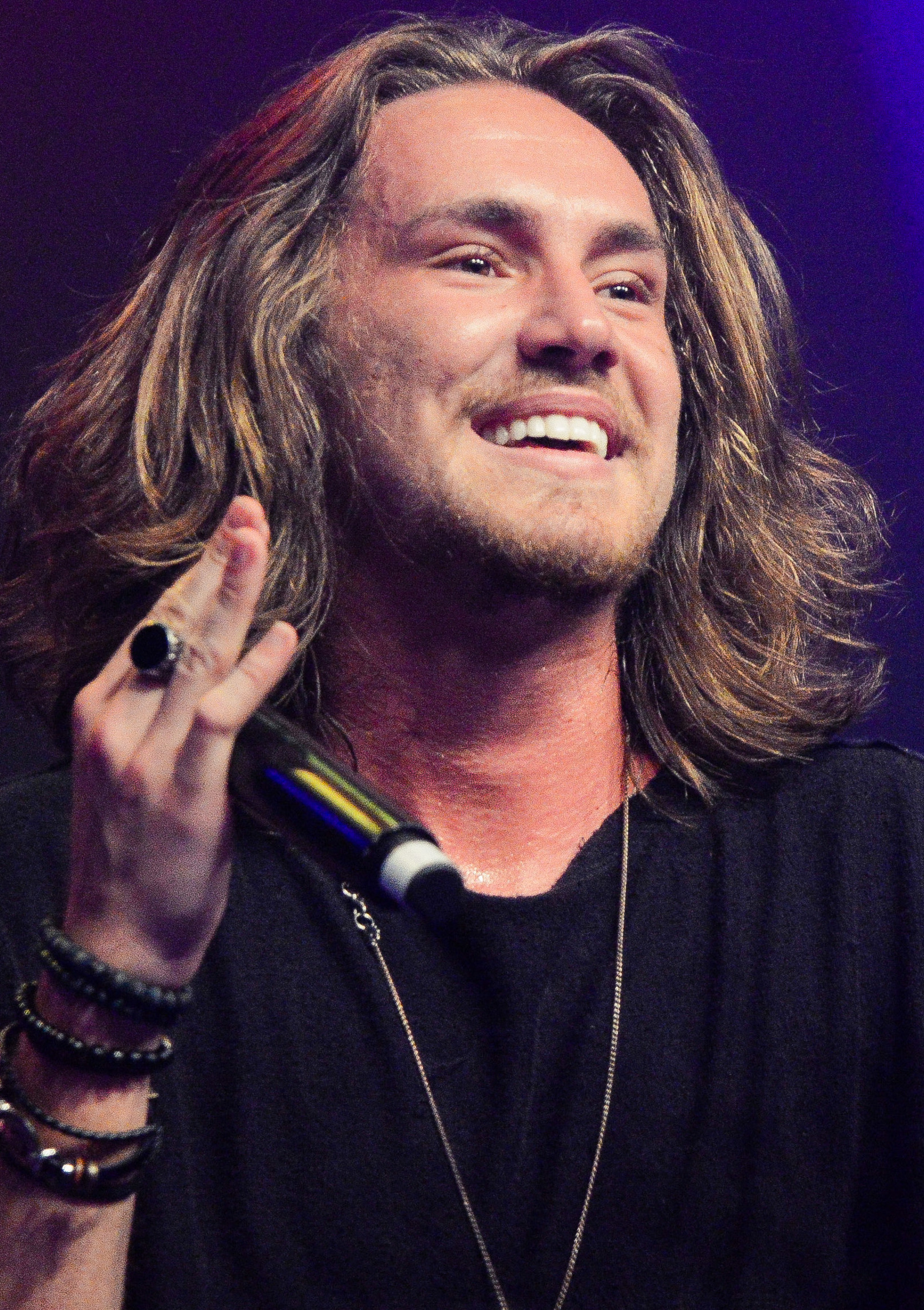
Priscilla e Vitor Kley (foto) colaboraram em "Tudo Pah" e "Uma Criança com Seu Olhar".

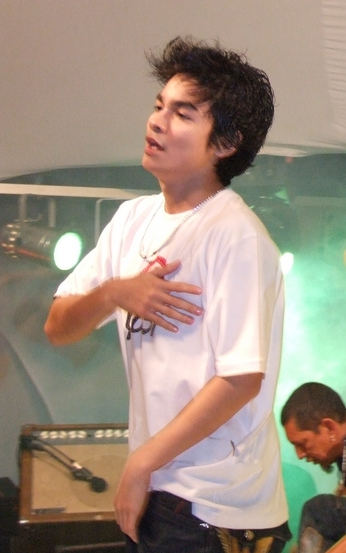
Priscilla e Yudi Tamashiro (foto) colaboraram em "Carro - Céu".

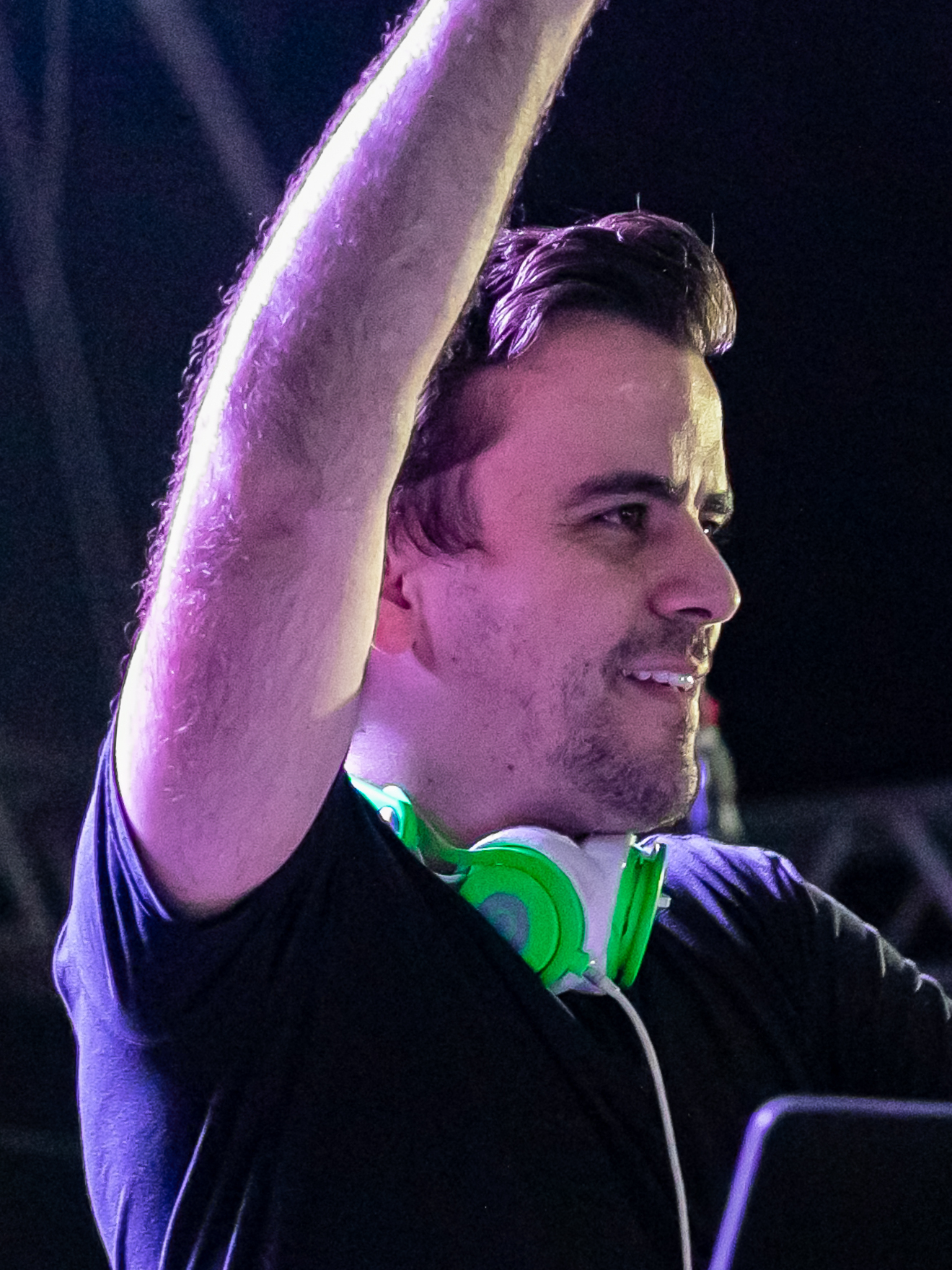
Priscilla e DJ PV (foto) colaboraram em "Hoje Vai Resplandecer".

| † | Denota lançamento como single             |  |
| ‡ | Denota lançamento como single promocional |  |
|   | Denota uma canção que não foi lançada     |  |

| Canção                                                                       | Compositor(es) | Álbum | Ano       | Ref.                 |
| ---------------------------------------------------------------------------- | --- | --- | --------- | -------------------- |
| "10/10" dueto de Priscilla e Pabllo Vittar                                   | Priscilla Alcantara Carlos Bezebra | Priscilla | 2024      | [ 2 ]                |
| "188" Priscilla Alcantara                                                    | Priscilla Alcantara | O Final da História de Linda Bagunaça (EP) | 2019      | [ 3 ]                |
| "A Arca de Noé" Priscilla Alcantara                                          | Jessé Ferreira | O Início Meu Sonho de Criança | 2008 2010 | [ 4 ] [ 5 ]          |
| "A Cruz" Priscilla Alcantara                                                 | Priscilla Alcantara | Até Sermos Um | 2015      | [ 6 ]                |
| "A Escola" Priscilla Alcantara                                               | Jessé Ferreira | Meu Sonho de Criança | 2010      | [ 5 ]                |
| "A Turma da Alegria" Priscilla Alcantara                                     | Jessé Ferreira | Meu Sonho de Criança | 2010      | [ 5 ]                |
| "Alegria" Priscilla Alcantara                                                | Priscilla Alcantara | Gente | 2018      | [ 7 ]                |
| "Além do Véu" Priscilla Alcantara                                            | Wesley Ros | Pra Não Me Perder | 2013      | [ 8 ]                |
| "Águas Cristalinas" Priscilla Alcantara                                      | Denyse Bittencourt Felipe Cruz | O Início | 2008      | [ 4 ]                |
| "Até Sermos Um" Priscilla Alcantara                                          | Priscilla Alcantara | Até Sermos Um | 2015      | [ 6 ]                |
| "Axort" (Interlúdio) Priscilla                                               | Priscilla Alcantara Carlos Bezebra | Priscilla | 2024      | [ 2 ]                |
| "Beat Triste" Priscilla Alcantara                                            | Priscilla Alcantara | Você Aprendeu a Amar? | 2021      | [ 9 ]                |
| "Bomba" Priscilla Alcantara                                                  | Priscilla Alcantara | Canção sem álbum | 2023      | [ 10 ]               |
| "Bonita" (Interlúdio) Priscilla                                              | Tom Jobim Ray Gilbert | Priscilla | 2024      | [ 2 ]                |
| "Bossa" Priscilla                                                            | Priscilla Alcantara Carlos Bezebra Jessé Ferreira Tiago Skiter | Priscilla | 2024      | [ 2 ]                |
| "Boyzinho" Priscilla Alcantara                                               | Priscilla Alcantara | Tem Dias (Expansão) (EP) Você Aprendeu a Amar? | 2021      | [ 9 ]                |
| "Carro - Céu" dueto de Priscilla Alcantara e Yudi Tamashiro                  | Anires Marcos R. Vigna | Carrossel | 2012      | [ 11 ]               |
| "Chuva de Glória" Priscilla Alcantara                                        | Priscilla Alcantara | Até Sermos Um | 2015      | [ 6 ]                |
| "Ciranda da Bailarina" Priscilla Alcantara                                   | Chico Buarque Edu Lobo | Carrossel | 2012      | [ 11 ]               |
| "Como é Bom Ser Criança" Priscilla Alcantara                                 | Jessé Ferreira | Meu Sonho de Criança | 2010      | [ 5 ]                |
| "Correntes" Priscilla Alcantara                                              | Priscilla Alcantara | Tem Dias (Expansão) (EP) Você Aprendeu a Amar? Luau Amazon Music Priscilla Alcantara (Amazon Original) (EP) Apple Music Home Sessions: Priscilla Alcantara (single) | 2021 2023 | [ 12 ] [ 13 ] [ 14 ] |
| "Doce Veneno (Aitoheiwa)" Priscilla                                          | Priscilla Alcantara Carlos Bezebra | Priscilla | 2024      | [ 2 ]                |
| "Elemento X" Priscilla                                                       | Priscilla Alcantara Carlos Bezebra Carol Biazin Nairo Tiê Castro Elias Mafra Paiva Juliano Valle | Priscilla | 2023      | [ 15 ]               |
| "Empatia" Priscilla Alcantara                                                | Priscilla Alcantara | Gente | 2018      | [ 7 ]                |
| "Espírito Santo" Priscilla Alcantara                                         | Priscilla Alcantara | Até Sermos Um | 2015      | [ 6 ]                |
| "Eternidade" dueto de Lari Lopes e Priscilla Alcantara                       | Tiago Cardoso | Tudo Se Fez De Novo | 2021      | [ 16 ]               |
| "Eu Lembrei" Priscilla Alcantara                                             | Wesley Ros | Pra Não Me Perder | 2013      | [ 8 ]                |
| "Eu Não Sou Pra Você" Priscilla Alcantara com participação de Lucas Silveira | Priscilla Alcantara Lucas Silveira Mateus Asato | Tem Dias (Expansão) (EP) Você Aprendeu a Amar? | 2021      | [ 9 ]                |
| "Eu Te Exaltarei" Geyson Mor com participação de Priscilla Alcantara         | Desconhecido | Grato Sou | 2015      | [ 17 ]               |
| "Eu Te Prometo" Priscilla Alcantara                                          | Priscilla Alcantara | Até Sermos Um | 2015      | [ 6 ]                |
| "Exército" Priscilla Alcantara                                               | Priscilla Alcantara | Até Sermos Um | 2015      | [ 6 ]                |
| "Fã Incubado" Priscilla                                                      | Priscilla Alcantara Carlos Bezebra | Priscilla | 2023      | [ 18 ]               |
| "Falso-Bom-Rapaz" Priscilla                                                  | Priscilla Alcantara Carlos Bezebra Francci | Priscilla | 2024      | [ 2 ]                |
| "Fazer o Mundo Tremer" Priscilla Alcantara                                   | Wesley Ros | Pra Não Me Perder | 2013      | [ 8 ]                |
| "Festejai" Priscilla Alcantara                                               | Mônica Korber | O Início | 2008      | [ 4 ]                |
| "Final da História" Priscilla Alcantara                                      | Priscilla Alcantara | O Final da História de Linda Bagunçaa (EP) | 2019      | [ 3 ]                |
| "Florescer" Priscilla Alcantara                                              | Priscilla Alcantara | Gente | 2018      | [ 7 ]                |
| "Fora da Lei" Priscilla                                                      | Priscilla Alcantara Carlos Bezebra | Priscilla | 2024      | [ 2 ]                |
| "Fortaleza" Priscilla Alcantara                                              | Denyse Bittencourt Gislene Bittencourt | O Início | 2008      | [ 4 ]                |
| "Gente (De Zero a Dez)" Priscilla Alcantara                                  | Priscilla Alcantara | Gente | 2018      | [ 7 ]                |
| "Girassol" dueto de Priscilla Alcantara e Whindersson Nunes                  | Whindersson Nunes | Canção sem álbum | 2019      | [ 19 ]               |
| "Girassol" versão R&B                                                        | Whindersson Nunes | Canção sem álbum | 2020      | [ 20 ]               |
| "Graça" Priscilla Alcantara                                                  | Priscilla Alcantara | Até Sermos Um #SML (EP) | 2015 2016 | [ 6 ]                |
| "Graveto" Priscilla Alcantara                                                | Edu Moura Matheus di Padua Normani Pelegrini | Luau Amazon Music Priscilla Alcantara (Amazon Original) (EP) | 2023      | [ 14 ]               |
| "Happier Than Ever" Priscilla Alcantara                                      | Billie Eilish Finneas O'Connell | Apple Music Home Sessions: Priscilla Alcantara (single) | 2023      | [ 13 ]               |
| "High" Priscilla                                                             | — | Priscilla | 2024      | [ 2 ]                |
| "Hoje Vai Resplandecer" DJ PV com participação de Priscilla Alcantara        | Leandro Medeiros | Som da Liberdade 2.0 | 2015      | [ 21 ]               |
| "Inteiro" Priscilla Alcantara                                                | Priscilla Alcantara | Gente | 2018      | [ 7 ]                |
| "La Reina" Priscilla                                                         | Priscilla Alcantara Carlos Bezebra Clau Douglas Moda Jenni Mosello Lary Ferreira Lucas Vaz | Priscilla | 2024      | [ 2 ]                |
| "Liberdade" Priscilla Alcantara                                              | Priscilla Alcantara | Gente | 2018      | [ 22 ]               |
| "Linda Bagunça" Priscilla Alcantara                                          | Priscilla Alcantara | O Final da História de Linda Bagunçaa (EP) | 2019      | [ 3 ]                |
| "Longe de Você" Priscilla Alcantara                                          | Wesley Ros | Pra Não Me Perder | 2013      | [ 8 ]                |
| "Maio" dueto de Daniela Araújo e Priscilla Alcantara                         | Daniela Araújo | Doze | 2017      | [ 23 ]               |
| "Me Basta Seus Pés" Priscilla Alcantara                                      | Wesley Ros | Pra Não Me Perder | 2013      | [ 8 ]                |
| "Me Refez" Priscilla Alcantara                                               | Priscilla Alcantara | Gente | 2018      | [ 24 ]               |
| "Meu Olhar em Ti" Priscilla Alcantara                                        | Denyse Bittencourt | O Início | 2008      | [ 4 ]                |
| "Meu Primeiro Amor" Priscilla Alcantara                                      | Priscilla Alcantara | Até Sermos Um #SML (EP) | 2015 2016 | [ 6 ]                |
| "Meu Segredo" Priscilla Alcantara                                            | Jessé Ferreira | O Início | 2008      | [ 4 ]                |
| "O Início" Priscilla Alcantara                                               | Denyse Bittencourt | O Início | 2008      | [ 4 ]                |
| "O Macaquinho Pula Pula" Priscilla Alcantara                                 | Sérgio Valério | Meu Sonho de Criança | 2010      | [ 5 ]                |
| "O Meu Sim é Todo Seu" dueto de Priscilla Alcantara e Projota                | Priscilla Alcantara Projota Lucas Silveira | Você Aprendeu a Amar? | 2021      | [ 9 ]                |
| "Oceano" Priscilla Alcantara                                                 | Priscilla Alcantara Lucas Silveira | Você Aprendeu a Amar? | 2021      | [ 9 ]                |
| "Parte" dueto de Tiago Arraias e Priscilla Alcantara                         | Tiago Arraias Felipe Valente | Canção sem álbum | 2022      | [ 25 ]               |
| "Passa o Tempo" Priscilla Alcantara                                          | Jessé Ferreira | Meu Sonho de Criança | 2010      | [ 5 ]                |
| "Pink Savannah" (Interlúdio) Priscilla                                       | Priscilla Alcantara Carlos Bezebra | Priscilla | 2024      | [ 2 ]                |
| "Pra Não Me Perder" Priscilla Alcantara                                      | Wesley Ros | Pra Não Me Perder | 2013      | [ 8 ]                |
| "Primavera" Priscilla Alcantara                                              | Priscilla Alcantara Lucas Silveira | Você Aprendeu a Amar? | 2021      | [ 9 ]                |
| "Priscilla" Priscilla                                                        | Priscilla Alcantara Carlos Bezebra Leandro Moraes | Priscilla | 2024      | [ 2 ]                |
| "Quando a Chuva Passar" Priscilla Alcantara                                  | Ramon Cruz | Vale a Pena Ouvir de Novo | 2021      | [ 26 ]               |
| "Quando o Sol Se Vai" Priscilla Alcantara                                    | Wesley Ros | Pra Não Me Perder | 2013      | [ 8 ]                |
| "Quanto Tempo Mais" Priscilla Alcantara                                      | Wesley Ros | Pra Não Me Perder | 2013      | [ 8 ]                |
| "Quem É" Priscilla Alcantara                                                 | Jessé Ferreira | O Início | 2008      | [ 4 ]                |
| "Quer Dançar" Priscilla com Bonde do Tigrão                                  | Priscilla Alcantara Carlos Bezebra Leandro Moraes | Priscilla | 2023      | [ 27 ]               |
| "Quero Agradecer" Priscilla Alcantara                                        | Wesley Ros | Pra Não Me Perder | 2013      | [ 8 ]                |
| "Real" Priscilla Alcantara                                                   | Priscilla Alcantara | Gente | 2018      | [ 7 ]                |
| "Reina" Priscilla Alcantara                                                  | Jessé Ferreira | O Início | 2008      | [ 4 ]                |
| "Ressurgiu o Leão" Priscilla Alcantara                                       | Priscilla Alcantara | Até Sermos Um #SML (EP) | 2015 2016 | [ 6 ]                |
| "Rio de Águas Vivas" Priscilla Alcantara                                     | Wesley Ros | Pra Não Me Perder | 2013      | [ 8 ]                |
| "Sem Deus" Priscilla Alcantara                                               | Wesley Ros | Pra Não Me Perder | 2013      | [ 8 ]                |
| "Sem Querer" Priscilla Alcantara                                             | Priscilla Alcantara | Gente | 2018      | [ 7 ]                |
| "Sinal Verde" Priscilla                                                      | Priscilla Alcantara Carlos Bezebra Day Limns Delucca Dougie Ribeiro Gavi Renato Galozzi | Priscilla | 2024      | [ 2 ]                |
| "Sobrevivi" dueto de Gloria Groove e Priscilla Alcantara                     | Gloria Groove Priscilla Alcantara Ruxell Pablo Bispo Gondim | Lady Leste | 2022      | [ 28 ]               |
| "Solitude" Priscilla Alcantara                                               | Priscilla Alcantara | Gente | 2018      | [ 7 ]                |
| "Sorria Sem Parar" Priscilla Alcantara                                       | Sérgio Valério | Meu Sonho de Criança | 2010      | [ 5 ]                |
| "Sou Escolhido" Priscilla Alcantara                                          | Priscilla Alcantara | Até Sermos Um | 2015      | [ 6 ]                |
| "Tanto Faz" Priscilla Alcantara                                              | Priscilla Alcantara | Gente | 2018      | [ 29 ]               |
| "Te Daría Tudo" (Remix) dueto de Dulce María e Priscilla Alcantara           | Dulce María Gonzalo Shcroeder | Canção sem álbum | 2021      | [ 30 ]               |
| "Te Louvarei" Priscilla Alcantara                                            | Mônica Korber | O Início | 2008      | [ 4 ]                |
| "Tem Dias" Priscilla Alcantara                                               | Priscilla Alcantara Lucas Silveira Karen Jonz | Tem Dias (Expansão) (EP) Você Aprendeu a Amar? Luau Amazon Music Priscilla Alcantara (Amazon Original) (EP)                                                         | 2021 2023 | [ 31 ] [ 14 ]        |
| "Terapia" dueto de Lorena Chaves e Priscilla Alcantara                       | Lorena Chaves Elisa Cerqueira Matheus Uchoa | Quase Acústico | 2020      | [ 32 ]               |
| "Três Jovens Fiéis" Priscilla Alcantara                                      | Jessé Ferreira | Meu Sonho de Criança | 2010      | [ 5 ]                |
| "Tudo é Teu" Priscilla Alcantara                                             | Priscilla Alcantara | Até Sermos Um #SML (EP) | 2015 2016 | [ 6 ]                |
| "Tudo Pah" dueto de Vitor Kley e Priscilla Alcantara                         | Vitor Kley Thiago Pantaleão Pedro Silva Gondim De Oliveira Lucas De Araújo Fraga Thiago Medeiros De Oliveira Abrãao Lucas Guedes Avelar Keveny Brandão Ramos Ruan Claudio Rebello Guimaraes Pablo Bispo | A Bolha Ao Vivo em São Paulo | 2023      | [ 33 ]               |
| "Uma Criança com Seu Olhar" dueto de Priscilla Alcantara e Vitor Kley        | Thiago Castanho Heitor Gomes Chorão Pinguim | Luau Amazon Music Priscilla Alcantara (Amazon Original) (EP) | 2023      | [ 14 ]               |
| "Unicórnios" Priscilla                                                       | Priscilla Alcantara Carlos Bezebra Clau Jenni Mosello Lary Ferreira Lucas Vaz Tiê Castro | Priscilla | 2024      | [ 2 ]                |
| "Unto the Lamb Moment" dueto de Jeremy Riddle e Priscilla Alcantara          | Osinachi Kalu Okoro Egbu | Holy Ground (Live Around the World) | 2020      | [ 34 ]               |
| "Vem Com Toda Glória" Priscilla Alcantara                                    | Wesley Ros | Pra Não Me Perder | 2013      | [ 8 ]                |
| "Você Aprendeu a Amar?" dueto de Priscilla Alcantara e Emicida               | Priscilla Alcantara Emicida Lucas Silveira | Você Aprendeu a Amar? | 2022      | [ 35 ]               |
| "Você É Um Perigo" Priscilla Alcantara                                       | Priscilla Alcantara Lucas Silveira | Você Aprendeu a Amar? | 2021      | [ 36 ]               |
| "Vou Voar" Priscilla Alcantara                                               | Christopher Curtis Marjorie Duffield Helen Park Mariana Elisabetsky | A Caminho da Lua (Trilha Sonora do Filme Netflix) | 2020      | [ 37 ]               |